# Cricotopus pyrus
Cricotopus pyrus är en tvåvingeart som beskrevs av Chaudhuri och Soumyendra Nath Ghosh 1985. Cricotopus pyrus ingår i släktet Cricotopus och familjen fjädermyggor.
Artens utbredningsområde är Bhutan. Inga underarter finns listade i Catalogue of Life.